# 阿讃西部広域農道
阿讃西部広域農道（あさんせいぶこういきのうどう）は、徳島県美馬市美馬町から三好市池田町にある広域農道。

## 概要
- 便宜上の為、1期と2期に分けて紹介する。
- 通過市町村（共通）:美馬市－東みよし町－三好市

### 1期
- 延長約10km。
- 全線舗装の1.5車線道（路面が悪いところもある）。
- 工期:1979年（昭和54年） - 2001年（平成13年）。

### 2期
- 延長約13km。
- 区間:美馬市美馬町藤宇－三好市三野町太刀野山
- 工期:1980年（昭和55年） - 2001年（平成13年）。
- 全線舗装。ヘアピンカーブ多い。

## 周辺
- 健康とふれあいの森
- 美馬モーターランド
- 美馬スカイスポーツサイト
- 三頭山
- 三頭神社